# El Consuelito
El Consuelito är en ort i Mexiko.   Den ligger i kommunen Técpan de Galeana och delstaten Guerrero, i den södra delen av landet, 300 km sydväst om huvudstaden Mexico City. El Consuelito ligger 16 meter över havet och antalet invånare är 265.
Terrängen runt El Consuelito är platt åt sydost, men norrut är den kuperad. Havet är nära El Consuelito åt sydväst. Runt El Consuelito är det ganska glesbefolkat, med 22 invånare per kvadratkilometer. Närmaste större samhälle är San Luis de La Loma, 11,8 km öster om El Consuelito. Omgivningarna runt El Consuelito är en mosaik av jordbruksmark och naturlig växtlighet.